# Florian Weber
Florian Weber (Detmold, 20 november 1977) is een Duitse jazzpianist en -componist van de modernjazz.

## Biografie
Florian Weber is de zoon van muziekprofessor Rainer Weber en operazangeres Elke Weber. Hij kreeg privé pianolessen op 4-jarige leeftijd. Toen hij afstudeerde, speelde hij in zowel klassieke als jazzensembles. Als solist en als lid van het ensemble won hij wedstrijden en ontving hij eerste prijzen en beste prijzen.
In 1999 werd Weber uitgenodigd voor het Berklee College of Music in Boston als houder van een beurs, maar weigerde om in plaats daarvan wiskunde, natuurkunde en biologie te studeren. Kort daarna begon hij echter tijdelijk jazzstudies in Keulen bij Hans Lüdemann en vervolgens bij John Taylor. Vanaf 2001 studeerde Weber opnieuw bij JoAnne Brackeen, Paul Bley en Danilo Pérez in Boston en Richie Beirach en Lee Konitz in New York. Al tijdens de late jaren 1990 begon hij te werken met muzikanten als Michael Brecker, Albert Mangelsdorff, Eddie Henderson, Lee Konitz en Benny Bailey en voltooide hij zijn studies aan de Hochschule für Musik und Tanz Keulen in 2005. Kort daarna ging hij op tournee als solist bij het Russian Philharmonic Orchestra en speelde hij op het album Sublim 3 van Angelika Niescier. 
Florian Weber richtte samen met de Amerikaanse bassist Jeff Denson en de Israëlische drummer Ziv Ravitz het Trio Minsarah op tijdens zijn studie in 2002. Een Minsarah (Hebreeuws voor prisma) bundelt licht in een veelkleurig spectrum. Weber, Denson en Ravitz keren dit proces eenvoudig om en sturen swing, bop, Bartok, Bach, funk, rock, Afrikaans, oosters, koor, repetities, polytonaliteit en vrij spel in precies de tegenovergestelde richting, waardoor een volledig nieuwe, stralende stijl wordt gecreëerd. In 2006 bracht Weber Minsarah uit, een eerste cd met dezelfde titel, die werd bekroond met de Preis der deutschen Schallplattenkritik.
In Keulen begon Lee Konitz te werken met het Minsarah-trio (2006) en vond met de drie muzikanten partners, die voldoende koppigheid en inhoud hebben om hem zo onder spanning te zetten dat hij ze nu heeft genoemd als zijn New Quartet. De vier speelden samen in Duitsland en vooral in de Verenigde Staten en namen in 2008 de eerste cd Deep Lee op in de Systems Two Studio in Brooklyn. De opnamen voor Blurring the Lines volgden voordat Weber in 2010 als eerste Duitse pianist samen met het Lee Konitz New Quartet in het gerenommeerde Village Vanguard in New York het livealbum Lee Konitz New Quartet – Live @ the Village Vanguard opnam. Het album kreeg de Choc de l'Annee-prijs van het Franse tijdschrift Jazzman. Er volgde een album met jazz-normen.
In 2011 formeerde Weber de formatie Biosphere, samen met Lionel Loueke (gitaar), Thomas Morgan (bas) en Dan Weiss (drums), waarin hij zowel de Fender Rhodes als de piano speelde en in toenemende mate zijn toevlucht nam tot Noord- en West-Afrikaanse ritmes. In 2012 werd de cd Biosphere uitgebracht. Hij speelde ook in het Duo Inside Out met Markus Stockhausen en in het kwartet met Anna-Lena Schnabel.

## Onderscheidingen en prijzen
In 2013 ontving Florian Weber de Echo Jazz als Instrumentalist van het jaar nationaal piano/keyboards en ontving hij in 2014 de WDR Jazzpreis für Improvisation 2014.

## Discografie
- 2006: Minsarah: Minsarah (Enja Records)
- 2008: Minsarah & Lee Konitz: Deeplee (Enja Records)
- 2010: Minsarah: Blurring the Lines (Enja Records)
- 2011: Eric Vloeimans & Florian Weber: Live @ the Concertgebouw Amsterdam (Challenge Records)
- 2012: Jeff Denson Quartet: (Between the Lines met Ralph Alessi, Dan Weiss)
- 2012: Biosphere  (Enja Records)
- 2015: Florian Weber, Don McCaslin, Dan Weiss Criss Cross (Exploring Monk and Bill Evans) (Enja Records)
- 2016: Markus Stockhausen & Florian Weber: Alba (ECM Records)
- 2018: Florian Weber: Lucent Water (ECM Records) met Ralph Alessi, Linda Oh und Nasheet Waits

- Bibliothèque nationale de France: cb16194969f (data)
- Gemeinsame Normdatei: 138405379
- International Standard Name Identifier: 0000 0000 8070 0912
- Library of Congress Control Number: n2012037686
- MusicBrainz: ba7cadc6-ff5a-49df-9f3e-65b7dcc7fe4c
- Nationale Bibliotheek van Tsjechië: xx0256512
- Système universitaire de documentation: 156986817
- Virtual International Authority File: 25680134
- WorldCat: E39PBJktqCkbWvVKWjPg7D6HYP